# Аньоло ди Поло

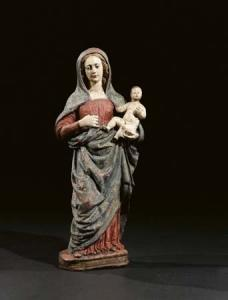
Мадонна с младенцем, 1517 г.

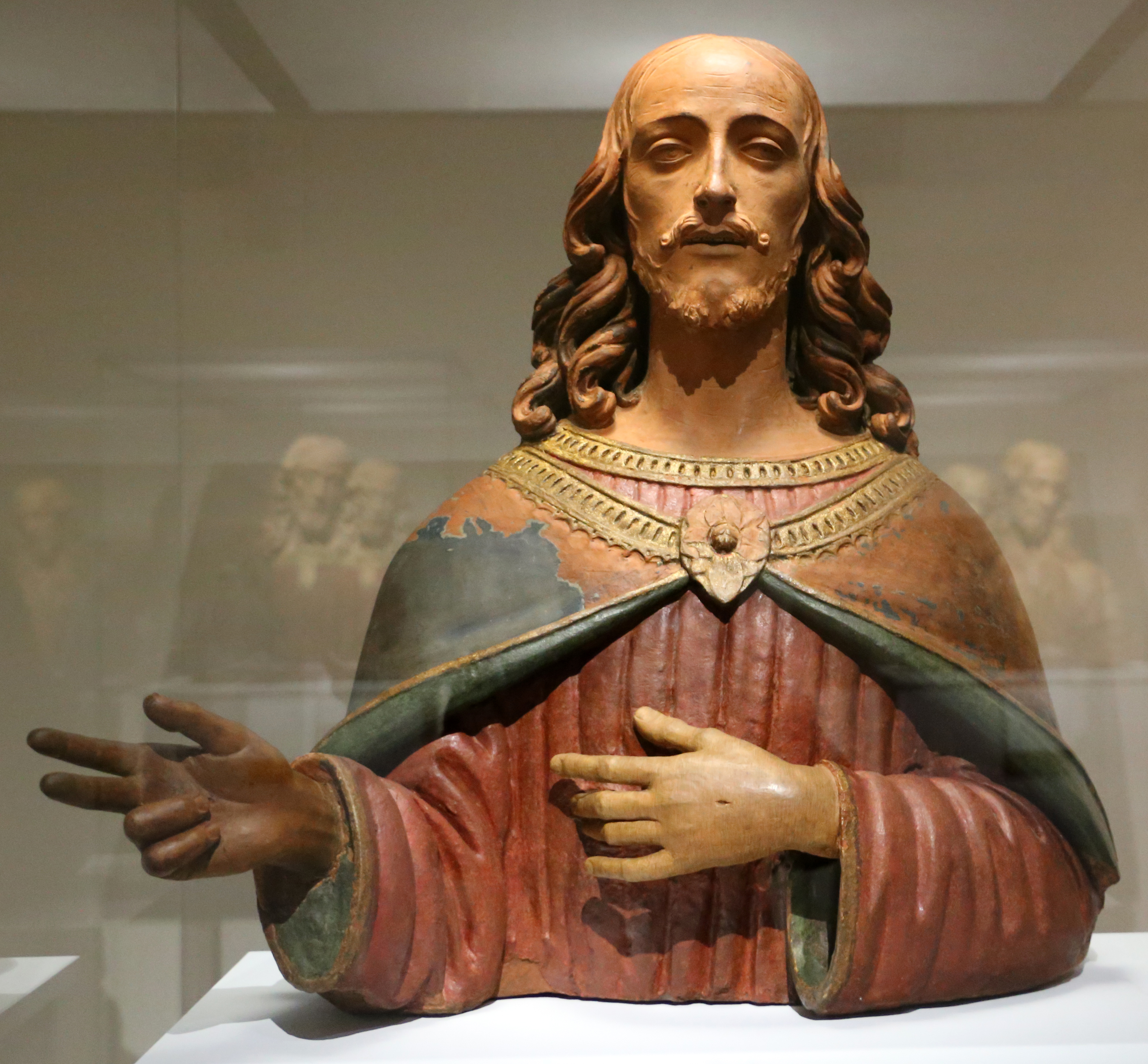
Бюст Святого Сальваторе. 1498

Аньоло ди Поло (итал. Agnolo di Polo); 1470, Флоренция — 1528, там же) — итальянский скульптор и художник эпохи Возрождения.

## Биография
Аньоло ди Поло принадлежал к семье известного скульптора: его дед Аньоло ди Липпо ди Поло работал ассистентом при создании витражей для купола кафедрального собора Флоренции и взял себе имя де Ветри (de’Vetri), которое иногда также использовалось его потомками. Отец Поло ди Аньоло, занимался изготовлением масок и владел собственной мастерской на Понте Веккио во Флоренции, брат скульптора — Доменико — гравировщик драгоценных камней и медальер.
Автор знаменитых «Жизнеописаний» Джорджо Вазари писал, что Аньоло ди Поло был учеником Андреа дель Верроккьо, у которого также учились Лоренцо ди Креди, Пьетро Перуджино и Леонардо да Винчи, добавив, что

«он работает очень хорошо в глине и заполнил весь город работами своих рук»
.
Учитывая дату рождения художника и то, что Верроккьо покинул Флоренцию в 1482 году, срок ученичества Аньоло был очень кратким.
Вероятно, что он продолжил учёбу в мастерской, и после того как она стала принадлежать Лоренцо ди Креди.
К наиболее известным работам Аньоло ди Поло относятся скульптуру Святого Иоанна Богослова, бюст Святого Сальваторе и статуя Мадонны с младенцем (1517).
Аньоло ди Поло — также автор работы «San Zanobi», относящуюся к 1514 или 1526 гг.